# Stay my baby
Stay My Baby is de tweede single van Miranda Cosgrove. Het nummer is oorspronkelijk van Amy Diamond en werd geschreven door Max Martin. De single verscheen op 4 augustus 2008 en staat op het eerste soundtrackalbum van de Amerikaanse televisieserie iCarly, namelijk iCarly: Music from and Inspired by the Hit TV Show.

## Clip
In de clip is Miranda in een studio te zien waar ze een liedje aan het componeren is. Samen met een jongen is ze de studio aan het klaarzetten voor een opname. Als de bandleden binnen komen, begint Miranda te zingen. Later komt er een stel vrienden bij die meedanst op het liedje. De clip is geregisseerd door Jesse Dylan.